# سقاخانه رودبار
سقاخانه رودبار مربوط به سده‌های متاخر دوران‌های تاریخی پس از اسلام - دوره قاجار است و در روستای رودبار، دهستان چاشم از توابع شهرستان مهدی‌شهر واقع در حیاط حسینیه رودبار در غرب روستا واقع شده و این اثر در تاریخ ۱۸ اسفند ۱۳۸۷ با شمارهٔ ثبت ۲۵۰۹۳ به‌عنوان یکی از آثار ملی ایران به ثبت رسیده است.